# Mallotus wrayi
Mallotus wrayi är en törelväxtart som beskrevs av George King och Joseph Dalton Hooker. Mallotus wrayi ingår i släktet Mallotus och familjen törelväxter. Inga underarter finns listade i Catalogue of Life.